# 구마모토 현립 미술관
구마모토 현립 미술관(熊本県立美術館)은 일본 구마모토현 구마모토시 주오구에 있는 현립 미술관이다.
본관은 구마모토성 니노마루 공원 부지 내에 있으며, 소장 컬렉션은 약 3,300 점이다. 분관은 구마모토성 혼마루 동쪽의 지바조마치에 있다.